# Marek Motyka (lekkoatleta)
Marek Motyka (ur. 29 marca 1980) – polski lekkoatleta specjalizujący się w biegu na 400 metrów przez płotki, reprezentant Polski. 

## Życiorys
Swoją karierę w lekkiej atletyce zaczynał w klubie Victoria Racibórz (1995-1999) trenując pod okiem trenera Jarosława Gasilewskiego. Zdobył z nim tytuł wicemistrza Polski juniorów w biegu na 400 metrów przez płotki w Białymstoku (1999). Wraz z rozpoczęciem studiów na Akademii Wychowania Fizycznego w Katowicach rozpoczął współpracę z trenerem Januszem Iskrą w barwach klubowych AZS-AWF Katowice (2000-2007). Trzykrotny brązowy medalista mistrzostw Polski w biegu na 400 metrów przez płotki (2003, 2004, 2005). Srebrny i brązowy medalista mistrzostw Polski w sztafecie 4 x 400 metrów (odpowiednio: 2003 i 2000). Młodzieżowy mistrz Polski w biegu na 400 metrów przez płotki (2002) oraz dwukrotny w biegu rozstawnym 4 x 400 metrów (2001 i 2002). Rekord życiowy w biegu na 400 metrów przez płotki: 50,86 (2006). W tym samym roku reprezentował Polskę na Pucharze Europy w Maladze.